# 郑蓉高速动车组列车
郑蓉高速动车组列车是中国铁路运行于河南省省会郑州市及四川省省会成都市的高速动车组列车，现每日共开行6.5对列车，列车客运乘务由郑州局集团郑州客运段、成都局集团成都客运段担当。

## 历史
2017年12月28日，配合西成客专开通，新增往返郑州东站至成都东站的高速动车组列车。
2022年6月20日，配合郑渝高铁开通，新增2对经由郑渝高铁的郑州东~成都东G字头列车。

## 使用列车
主要使用CRH380A、CRH380B、CRH380BL、CR400BF-Z、CR400BF-AZ等列车。